# 新宿梁山泊
新宿梁山泊（しんじゅくりょうざんぱく）は日本の劇団。

## 概要
1987年、金守珍を代表に「役者集団」「役者が中心となる劇団」というコンセプトの元に結成。劇団名は好漢が集う中国の小説『水滸伝』と、唐十郎がアングラ演劇上演を開始した新宿に由来している。
当初、まずは唐十郎作「少女都市からの呼び声」を上演する為に発足。次いで第三エロチカ座長･川村毅や「劇団3○○」（げきだんさんじゅうまる）主宰･渡辺えり(旧芸名「渡辺えり子」)に脚本を依頼。
座付き作者鄭義信の作品を上演していたが、1995年鄭退団後もテント芝居など唐十郎･寺山修司に代表されるアングラ演劇の志を継承し、現在も積極的に上演している。
海外公演にも積極的で、韓国公演を毎年のようにおこなうほか、中国、台湾、ドイツなどでも公演をおこなった。1989年の韓国公演「千年の孤独」で、1989年度テアトロ演劇賞、第17回青丘賞受賞。  
2007年、新宿梁山泊が鄭義信の『それからの夏』を上演しようとし、鄭は自身の著作権を主張してこれを差し止めたが、新宿梁山泊は、この戯曲および『人魚伝説』が劇団の共同制作であることを主張し、自主上演権を求めて裁判所に提訴した。この裁判は、2008年4月新宿梁山泊が提訴を取り下げることで実質的に鄭義信の勝訴に終わった。

## 俳優
- 金守珍
- 六平直政
- 渡会久美子
- 大鶴義丹
- 今村美乃
- 三浦伸子
- 水嶋カンナ
- 広島光
- 染野弘考
- 小林由尚
- 申大樹
- 島本和人
- 加藤亮介

## 主な公演
- 『千年の孤独』
- 『人魚伝説』
- 『映像都市（チネチッタ）』
- 『少女都市からの呼び声』
- 『吸血姫』
- 『ジャガーの眼』(2014年)
- 『二都物語』(2015年)
- 『新二都物語』(2016年)
- 『腰巻おぼろ』（2017年）
- 『ユニコン物語』（2018年）